# Czołówek
Czołówek – wieś w Polsce, położona w województwie kujawsko-pomorskim, w powiecie radziejowskim, w gminie Radziejów.
Wieś sołecka.
| SIMC    | Nazwa  | Rodzaj    |
| ------- | ------ | --------- |
| 0868046 | Szybka | część wsi |

## Demografia
Według Narodowego Spisu Powszechnego (III 2011 r.) liczyła 136 mieszkańców. Jest czternastą co do wielkości miejscowością gminy Radziejów.

## Historia
Wiek XIX dostarcza takich oto informacji o wsi Czołówek: wieś poduchowna i folwark w powiecie nieszawskim, gminie Piotrków, parafii Radziejów. W 1827 r. było tu 10 domów, 66 mieszkańców. Folwark Czołówek z wsią Czołówek, od Warszawy wiorst 245, od Nieszawy wiorst 28, od Radziejowa wiorst 3, od Włocławka wiorst 30, od rzeki Wisły wiorst 28. Dobra nabyte w roku 1867 za rubli srebrnych 15 980. Rozległość wynosi mórg 384, a mianowicie: grunta orne i ogrody mórg 325, łąk mórg 51, nieużytki i place mórg 8. Płodozmian 11-polowy, pokłady marglu. Wieś Czołówek. osad 8, gruntu mórg 9.
W miejscowości był przystanek kolei wąskotorowej Czołówek.
W latach 1975–1998 miejscowość administracyjnie należała do województwa włocławskiego. 

## Urodzeni w Czołówku
Urodzeni w Czołówku (m. in.):
- Kazimierz Gruetzmacher – polski ziemianin, polityk i działacz społeczny, senator i poseł na Sejm w II RP[8].